# IC 1412
IC 1412 — галактика типу SB0-a (компактна витягнута галактика) у сузір'ї Козоріг.
Цей об'єкт міститься в оригінальній редакції індексного каталогу.